# Pseudorasbora parva

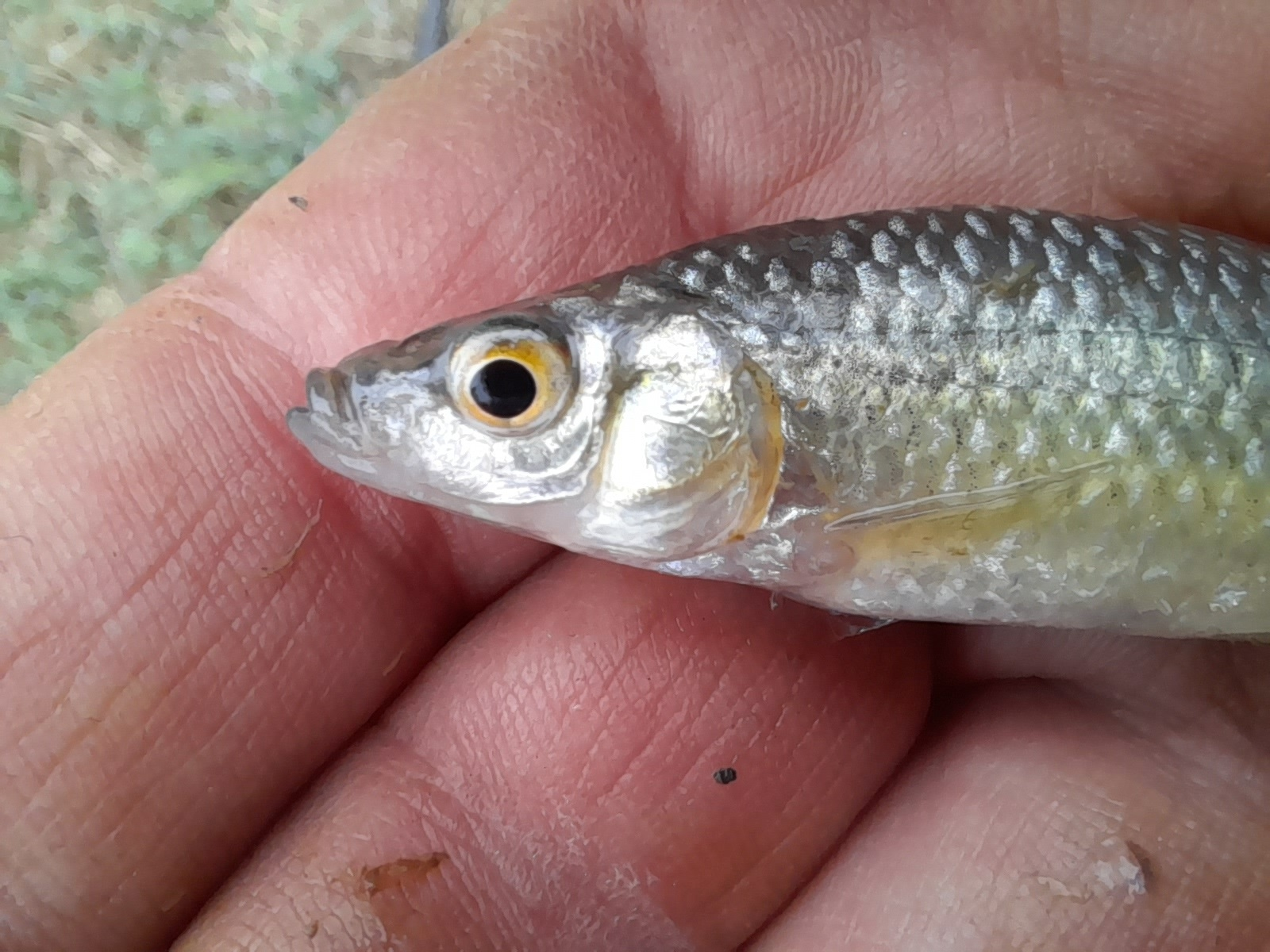
Particolare della testa

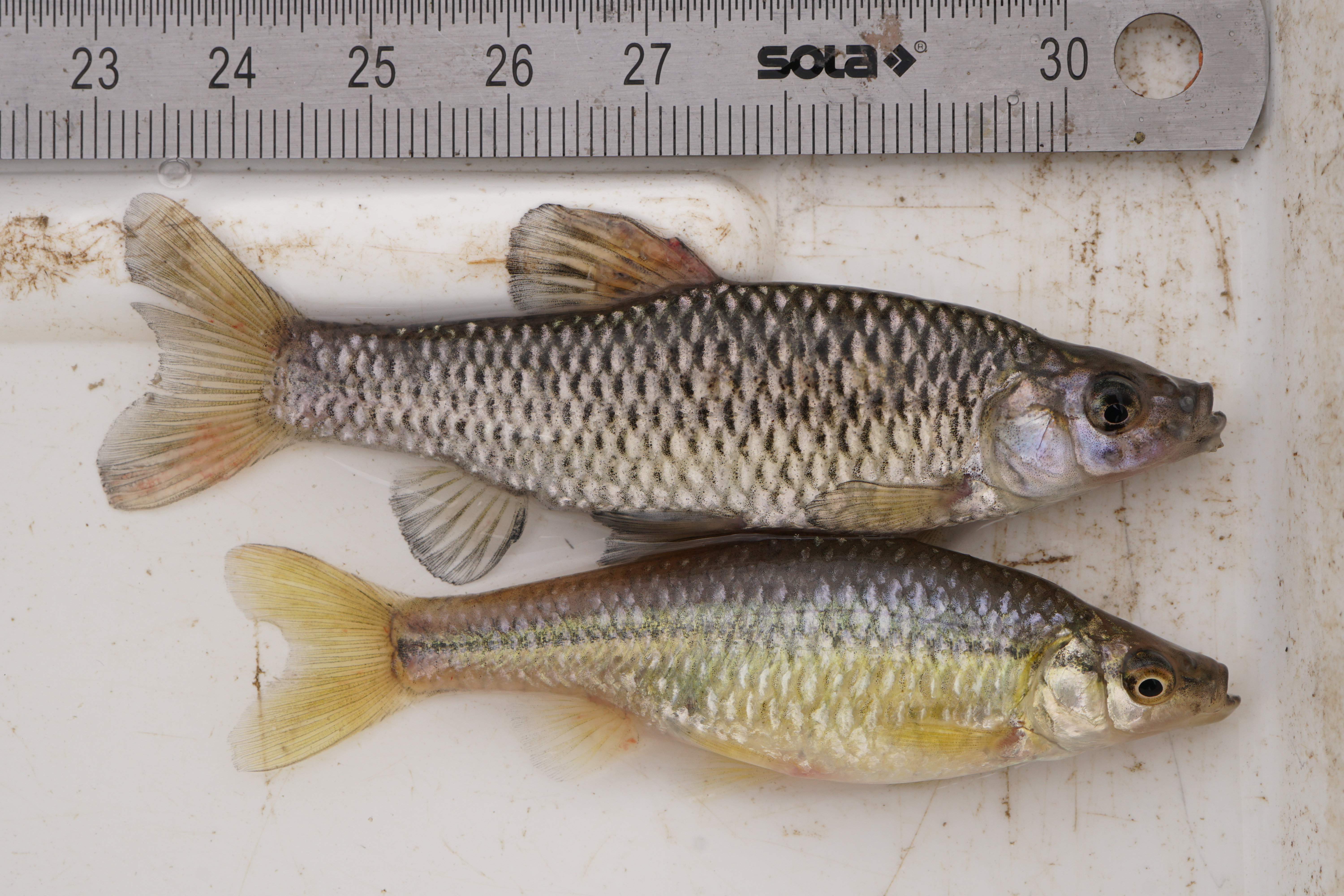
Confronto fra il maschio (in alto) e la femmina di P. parva. Gli individui mostrati non sono in livrea riproduttiva.

Pseudorasbora parva, conosciuto comunemente come cebacek o pseudorasbora, è un pesce osseo d'acqua dolce appartenente alla famiglia Cyprinidae. È originaria dell'Asia orientale ed è stata introdotta in Europa dove è considerata una specie invasiva.

## Distribuzione e habitat
Il suo areale nativo è limitato all'Asia orientale e comprende la Siberia orientale, la Cina e la penisola coreana nei bacini compresi fra l'Amur e il Fiume delle Perle. La IUCN la riporta come autoctona anche nelle isole di Taiwan e Hainan, nel Giappone e in località del Vietnam settentrionale.
La comparsa della specie in Europa è datata al 1961 quando fu involontariamente introdotta in Romania frammista ad avanotti di carpa erbivora provenienti dalla Cina. Si ebbe una rapidissima acclimatazione e la specie si diffuse in una grande parte dell'Europa centro-orientale attraverso il fiume Danubio e i suoi affluenti. In seguito la specie si è stabilita in gran parte del resto del continente nonché in parti dell'Asia nelle quali non è autoctona e anche in altri continenti, principalmente attraverso individui giovanili di P. parva misti ad avannotti di altre specie di interesse commerciale. La specie risulta introdotta nei seguenti Paesi: Germania, Afghanistan, Algeria, Albania, Azerbaigian, Austria, Armenia, Taiwan, Danimarca, Grecia, Iran, Kirghizistan, Laos, Moldavia, Turkmenistan, Ucraina, paesi dell'ex-Jugoslavia, Repubblica Ceca, parti della Cina nelle quali non è autoctona, Kazakistan, Romania, Slovacchia, parti della Russia e dei paesi ex-sovietici nelle quali non è autoctona, Francia, Turchia, Ungheria, Bulgaria, isole Figi, Paesi Bassi, Regno Unito, Polonia, Italia, Belgio, Svizzera e Spagna. Risulta naturalizzata in gran parte delle regioni nelle quali è stata introdotta fino a diventare una specie invasiva, causando numerosi effetti negativi sulla biodiversità acquatica nativa tanto da essere inclusa tra le 100 peggiori specie invasive in Europa . La prima segnalazione in Italia è datata al 1988 nel bacino padano, risulta naturalizzata nel Po nel 1990 e successivamente nel Tevere e in Toscana a partire dai fiumi Ombrone, Albegna e Fiora in provincia di Grosseto. La prima segnalazione per la Toscana, nell'Arno, è del 1994. Nel 2016 risulta comune nella gran parte delle acque interne italiane.
L'habitat preferito della pseudorasbora è costituito da acque a corrente molto lenta o del tutto assente con abbondanza di piante acquatiche e acque calde come stagni, laghetti e canali ma si tratta di una specie ad amplissima valenza ecologica per cui si può incontrare in ambienti con scarsa vegetazione e acqua fresca o nelle acque correnti dei fiumi. Nel 2014 un banco di P. parva è stato rilevato a Civitavecchia in acque a salinità marina nei pressi della foce di un torrente mostrando che la specie ha una spiccata eurialinità del tutto inusuale per un ciprinide.

## Descrizione
Il cebacek ha corpo affusolato e poco compresso lateralmente con testa conica e appiattita nella parte superiore; il muso è appuntito e all'estremità vi è la bocca, molto piccola e tipicamente rivolta in alto. La mandibola è sporgente e non sono presenti barbigli anche se negli esemplari maturi possono essere presenti due piccole escrescenze carnose che li ricordano. Le scaglie sono relativamente grandi e ben visibili. La pinna dorsale è arrotondata, con bordo posteriore convesso.
La colorazione di fondo è argenteo-bronzea con una vistosa fascia laterale scura con riflessi dorati che parte dal muso, attraversa l'occhio e giunge al peduncolo caudale; questa striscia è particolarmente vistosa nei giovanili e negli adulti di piccola taglia. Le scaglie sono bordate di scuro nella parte posteriore e danno al pesca un spetto reticolato simile a quello del cavedano; questa caratteristica è particolarmente evidente negli individui di maggior taglia. Esiste un dimorfismo sessuale, soprattutto nel periodo riproduttivo quando i maschi perdono il bordo scuro delle scaglie e la fascia laterale per assumere una colorazione uniforme con riflessi violacei iridescenti particolarmente vistosi nella regione della testa e pinne scure. I maschi hanno inoltre lunghezza mediamente maggiore, corpo più slanciato e pinne più lunghe.
È un pesce di piccola taglia che può raggiungere una lunghezza massima di 12,5 cm ma che normalmente non supera gli 8 cm.

## Biologia
La longevità massima nota è di 5 anni, normalmente vive circa 3 anni.

### Comportamento
È una specie gregaria, i banchi stazionano generalmente nel fitto della vegetazione acquatica.

### Riproduzione
Si riproduce fra marzo e giugno in Europa e tra marzo e settembre nell'areale nativo quando la temperatura raggiunge i 16 °C. La deposizione delle uova avviene in acque ferme o con pochissima corrente fra la vegetazione acquatica. Vengono formate aggregazioni di numerosi individui in occasione della frega e la deposizione delle uova avviene su superfici varie come rocce, vegetazione o conchiglie, talvolta sul soffitto di cavità o addirittura in tubazioni di materiale plastico. La superficie dove avverrà la deposizione viene previamente ripulita dal maschio. Ogni femmina depone le uova in più occasioni durante la stagione nuziale, fino a 5000 complessivamente per ogni femmina. Dopo la deposizione, fatto insolito per un ciprinide, le uova vengono sorvegliate dal maschio fino alla schiusa. Le uova schiudono in pochi giorni. La maturità sessuale è raggiunta a un anno in entrambi i sessi. È stata riportata l'ibridazione con Leucaspius delineatus, ciprinide solo lontanamente correlato con P. parva, in Inghilterra.

### Alimentazione
L'alimentazione non è specializzata ed è basata su larve di insetti, molluschi, crostacei, larve di pesci, materiale vegetale e zooplancton. Nonostante la morfologia dell'apparato boccale rivolto in alto si nutre in tutta la colonna d'acqua e non solo in superficie.

### Predatori
È riportata nell'areale nativo la predazione da parte di Siniperca chuatsi, dal persico trota e perfino da ragni del genere Dolomedes. Uno studio slovacco mostra come laddove presente la pseudorasbora rappresenti una percentuale maggioritaria della dieta dei pesci predatori come il persico reale, la sandra e il luccio europeo.

## Pesca
Non ha alcun valore né per la pesca sportiva né, tantomeno, per quella professionale. Le carni sono mediocri ed eccessivamente liscose. Può dare qualche soddisfazione ai pescatori alle prime armi vista la facilità con la quale abbocca anche se la piccola bocca rende difficile l'allamata.

## Conservazione
P. parva è comune nel suo areale originario e diffusa in un vasto areale di introduzione, ciò nonostante non si sa molto sulla consistenza delle popolazioni naturali ma si crede che non subiscano impatti tali da inserire questa specie in una categoria di minaccia; per questo la Lista rossa IUCN classifica questa specie come "a rischio minimo".

### Specie aliena
P, parva è una specie a vita breve, precoce maturità e grande potenziale riproduttivo, in altre parole è una tipica specie a strategia r, questo gli conferisce un grande potenziale d'invasività e perfino di esclusione competitiva a danno delle specie autoctone e soprattutto dei loro avannotti. Risulta anche apparentemente meno appetita da molti predatori. Riulta essere anche un vettore di pericolosi agenti patogeni per altre specie ittiche fra i quali Sphaerothecum destruens per i salmonidi e il nematode Anguillicola crassus per l'anguilla. Come conseguenza quasi tutti i Paesi nei quali è stata introdotta riportano effetti negativi sull'ittiofauna autoctona.

## Tassonomia
Secondo la IUCN la specie P. parva potrebbe essere endemica del solo Giappone e le popolazioni continentali potrebbero appartenere ad altre specie ancora non descritte. L'ipotesi non è però sostenuta da dati sperimentali e la maggioranza degli ittiologi ritiene la specie alloctona nell'arcipelago giapponese.